# Auguste Champetier de Ribes

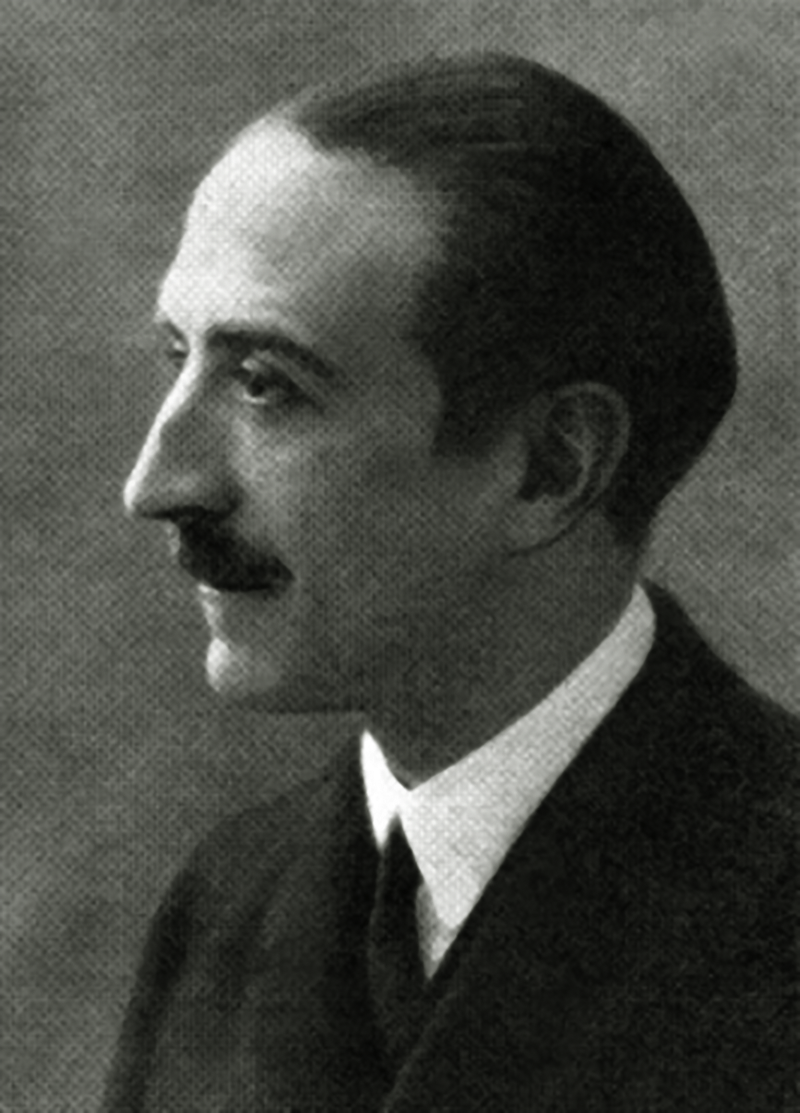
Auguste Champetier de Ribes

Auguste Champetier de Ribes (* 30. Juli 1882 in Antony; † 6. März 1947 in Paris) war ein französischer Jurist und Politiker.

## Leben
Als gläubiger Katholik schloss er sich schon früh der Bewegung von Albert de Mun an. Nach seiner Teilnahme am Ersten Weltkrieg wurde er als Mitglied der christdemokratischen Parti démocrate populaire (PDP) für das Département Basses-Pyrénées in die Abgeordnetenkammer gewählt, der er von 1924 bis 1934 angehörte. Von 1934 bis 1940 war er Mitglied des Senats und war unter André Tardieu, Édouard Daladier, Paul Reynaud und Pierre Laval Minister.
De Ribes gehörte zu den 80 Parlamentariern, die gegen das Verfassungsgesetz vom 10. Juli 1940 zur Errichtung des Vichy-Regimes stimmten. Nach der Kapitulation Frankreichs schloss er sich der Résistance an. Nach dem Krieg beauftragte Charles de Gaulle ihn, als Vertreter Frankreichs am Prozess von Nürnberg teilzunehmen.
Nach Ende des Prozesses wurde er aufgrund seiner Seniorität zum Senatspräsidenten gewählt. Er nahm als Kandidat der MRP an der Präsidentenwahl 1947 teil. Aus gesundheitlichen Gründen war es ihm danach nicht mehr möglich, sein Amt als Senatspräsident wieder aufzunehmen.

## Auszeichnungen
- Offizier der Ehrenlegion[2]
- Grand croix de Guerre (1914–1918)
- Médaille de la Résistance

## Publikationen (Auswahl)
- Éloge de Pouillet: Discours. Alcan-Lévy, Paris 1909 (französisch).
- La Situation financière. Stabilisation ou revalorisation? Conférence donnée à Nancy. ohne Jahresangabe (französisch).
- L'Office national des combattants. Ses ayants droit. Son fonctionnement. Ses avantages. Honoré d'une souscription ou ministère des Pensions et de l'office national des combattants. (Hrsg.). Charles-Lavauzelle et Cie, Paris 1930 (französisch).